# Arcos (kommun)
Arcos är en kommun i Brasilien.   Den ligger i delstaten Minas Gerais, i den sydöstra delen av landet, 600 km sydost om huvudstaden Brasília. Antalet invånare är 36 582.
Följande samhällen finns i Arcos:
- Arcos

Omgivningarna runt Arcos är huvudsakligen savann. Runt Arcos är det ganska tätbefolkat, med 67 invånare per kvadratkilometer.